# クチュグル
クチュグル（モンゴル語: Küčügür）とは、13世紀初頭にチンギス・カンに仕えたベスト（ベスート）氏出身の千人隊長。兄に同じく千人隊長となったデゲイがいる。『元朝秘史』では窟出古児／古出古児、『集史』などのペルシア語史料ではKūchūkūr（کوچوکور）と記される。また、クチュクル、グチュグルとも。

## 概要
デゲイの属するベスト氏はモンゴル部の中でも弱小な氏族であり、12世紀末にはモンゴル部の有力氏族のボルジギン氏の支族のタイチウト氏に隷属民として従属していた。クチュグルの一族もまたテムジン（後のチンギス・カン）の登場まではタイチウト氏に仕える家系であったという。
『集史』によると、ある時クチュグルの父がタイチウト氏の者に殺されてしまったため、クチュグルの母バイダル・ハトゥン（Bāīdar khātūn,بایدر خاتون）は息子たちの行く末を案じるようになった。そこでバイダル・ハトゥンは「寡婦や孤児の面倒をよくみる」と噂される、タイチウトと対立するキヤト・ボルジギン氏の長チンギス・カンを頼らんと決意した。
バイダル・ハトゥンが二人の息子のデゲイとクチュグルを連れてチンギス・カンの下を訪れると、チンギス・カンは彼女たちを手厚く迎えた。そしてバイダル・ハトゥンをダルハンとした上で「孤児たちの［将来の］道はダルハンとなるべきものなのだ」と述べたという。なお、この頃クチュグルに与えられた職務について、『集史』は雌馬飼いであるとするが、『元朝秘史』はモドチ（車大工）を任せられていたとする。
また、『集史』「タタル部族志」にはタタル部出身のシギ・クトクが15歳の時行方不明になりかけた逸話があり、その中でクチュグルにも言及されている。「タタル部族志」によると当時は冬で、移動するオルドの先頭をクチュグルが務めていた。ある時、鹿の群が通ったのを見たシギ・クトクは大雪の中で鹿はすぐ逃げられないだろうから、これを追って仕留めたいと申し出、クチュグルはこれを許可した。ところが夜になってもシギ・クトクは戻らず、これを知ったチンギス・カンは車軸でクチュグルを打ち据えたが、チンギス・カンが就寝する前にようやくシギ・クトクは帰還したという。
1206年、モンゴル高原統一を果たしたチンギス・カンは千人隊制度を創設し、デゲイとクチュグル兄弟はそれぞれ千人隊長に任ぜられた。この時、デゲイが分散したベスト氏を集めて千人隊を創設するようチンギス・カンから命じられたのに対し、クチュグルは「［分かち与えたる］民の足らざるが故に、あちこちから［少しずつ民を］駆り立て…中略…クチュグルとムルカルクゥとの二人が一緒になって、千人隊作りをして相談してやっていけはしまいか」と命じられ、ジャダラン氏のムルカルクゥとともに雑多な民を集めて千人隊を組織したという。『集史』「バヤウト部族志」にはクチュグルが長らくバウルチ（厨房官）を務めていたが、年老いたためにフーシン部のボロクルに地位を譲ったが、それから更にバヤウト部のオングルに継承されたとの逸話が記録されているが、クチュグルがボロクルにバウルチの職位を譲ったのがいつ頃かは不明である。
その後、デゲイ率いるベスト氏千人隊がチンギス・カンの三男のオゴデイに与えられのに対し、クチュグルの家系は代々トゥルイ家に仕えていくこととなる。

## ベスト氏バイダル・ハトゥン家
- バイダル・ハトゥン（Baydar Qatun,Bāīdar khātūn,بایدر خاتون）…デゲイ、クチュクルの母
  - デゲイ・ノヤン（Degei Noyan,迭哥官人／Dūkāدوکا）…バイダル・ハトゥンの息子で、オゴデイ・ウルス王傅の一人。
    - ウドイ（Udui,Ūdūīاودوی）…オゴデイ家のジビク・テムルに仕え、万人隊長となった。

  - クチュグル（Küčügür,Kūchūkūrکوچوکور）…デゲイ・ノヤンの弟で、チンギス・カンの千人隊長の一人。
    - ブルトジン・コルチ（Burtǰin Qorči,بورتجین قورچی）…クチュグルの息子で、チンギス・カンの末子トゥルイに仕えた。
    - クビライ・コルチ（Qubilai Qorči,قوبلای قورچی）…クチュグルの息子で、千人隊長となった。
      - チャアル・ブカ（Čar Buqa,Chār Būqāچاربوقا）…クビライ・コルチの息子で、トゥルイの第二子、クビライ・カーンに仕えた。
        - キウチ（Kiüči,Kīūchīکیوچی）…チャアル・ブカの息子で、アリク・ブケ家のメリク・テムルの息子ミンガンに仕え、後にフラグ・ウルスに派遣された。